# Turț-Băi, Satu Mare
Turț-Băi este un sat în comuna Turț din județul Satu Mare, Transilvania, România.
Turț-Băi este o localitate minieră de unde în trecut s-a extras aur, argint și plumb.
 Acest articol despre o localitate din județul Satu Mare este deocamdată un ciot. Puteți ajuta Wikipedia prin completarea lui.